# Baie de Henne (vik)
Baie de Henne är en vik i Haiti. Den ligger i departementet Nord-Ouest, i den nordvästra delen av landet, 150 km nordväst om huvudstaden Port-au-Prince.